# Ral·li de Noruega

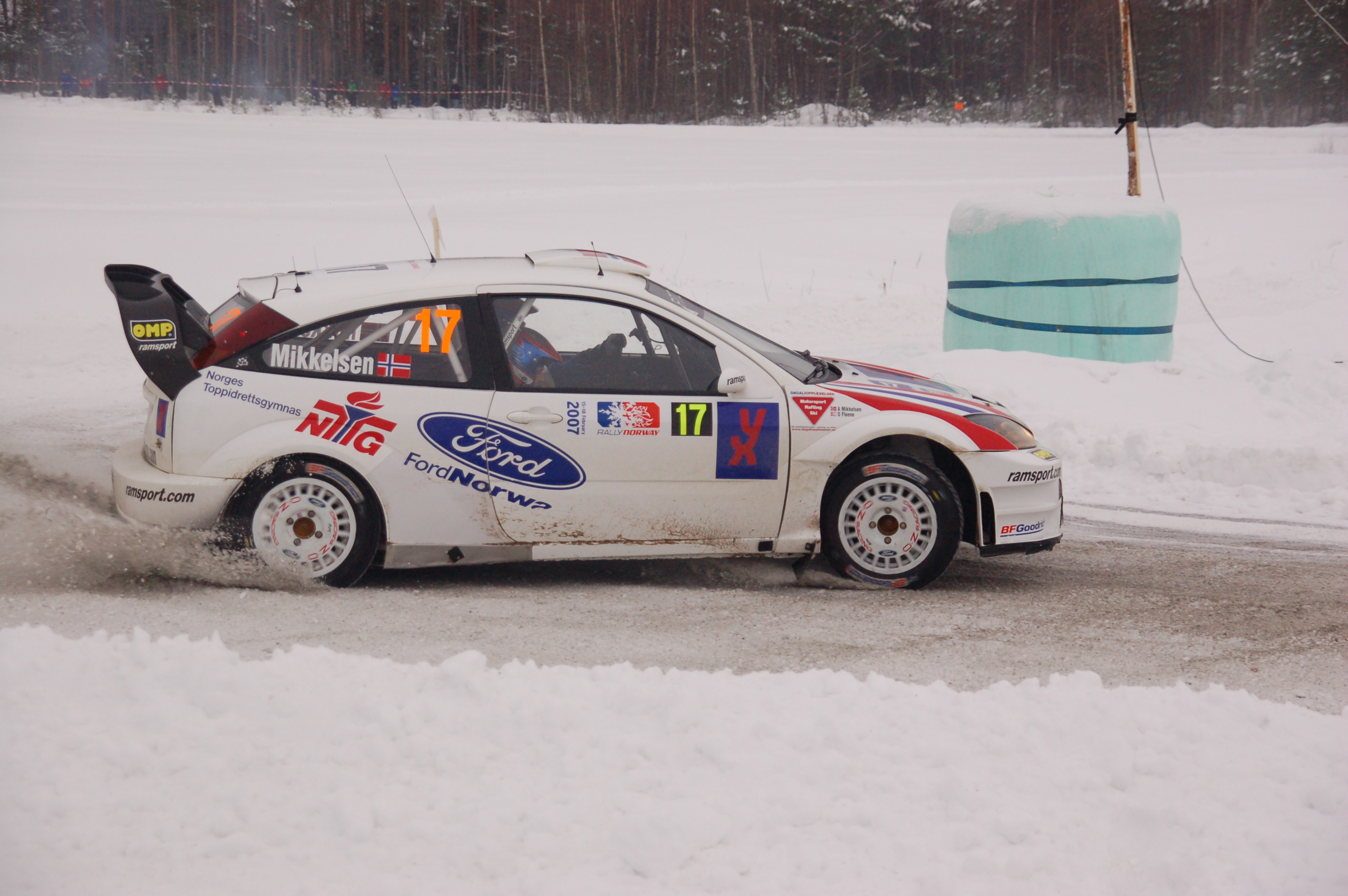
Andreas Mikkelsen a l'edició del 2007

El Ral·li de Noruega, oficialment Rally Norway, és un ral·li que formà part del Campionat Mundial de Ral·lis (WRC). Fou el segon ral·li del calendari disputat sobre neu, ja que fins aleshores només el de Suècia es feia sobre aquesta superfície. La base del ral·li era a Hamar (Hedmark).
L'entrada del ral·li dins el calendari del mundial es va aconseguir el 2007, després d'haver-ne estat prova candidata l'edició del 2006 (celebrada del 10 a l'11 de febrer), amb gran èxit. Aquell any, la sortida i arribada varen ser a Hamar i el recorregut passà per Lillehammer, Sjusjoen, Kongsvinger i Elverum. El 5 de juliol d'aquell any, a la reunió de la Federació Internacional d'Automobilisme a París, l'entitat va decidir d'integrar la prova al Mundial de Ral·lis de l'any següent, programant-la per als dies 15 a 18 de febrer. El ral·li tornà al calendari del WRC el 2009 (celebrat del 13 al 15 de febrer).

## Guanyadors
A 31 de desembre de 2009
| Any  | Edició            | Pilot           | Copilot        | Cotxe                | Camp.       |
| ---- | ----------------- | --------------- | -------------- | -------------------- | ----------- |
| 2006 | 21st Rally Norway | Henning Solberg | Cato Menkerud  | Peugeot 307 WRC      |             |
| 2007 | 22nd Rally Norway | Mikko Hirvonen  | Jarmo Lehtinen | Ford Focus RS WRC 08 | WRC         |
| 2008 | No disputat       | No disputat     | No disputat    | No disputat          | No disputat |
| 2009 | 23rd Rally Norway | Sébastien Loeb  | Daniel Elena   | Citroën C4 WRC 09    | WRC         |